# Campionato europeo maschile under 21 di calcio 2011
Il campionato europeo di calcio Under-21 2011 è stata la 18ª edizione del Campionato europeo di calcio Under-21. La Spagna ha vinto il titolo per la terza volta, battendo in finale la Svizzera. Le due finaliste e la Bielorussia, vincitrice del play-off tra le semifinaliste, si sono qualificate per il torneo di calcio delle Olimpiadi di Londra 2012.
Il 10 dicembre 2008 il Comitato Esecutivo dell'UEFA ha assegnato alla Danimarca l'organizzazione dell'evento.

## Qualificazioni

### Squadre qualificate
| Squadra     | Data            |
| ----------- | --------------- |
| Danimarca   | Paese ospitante |
| Svizzera    | 11 ottobre 2010 |
| Islanda     | 11 ottobre 2010 |
| Inghilterra | 12 ottobre 2010 |
| Spagna      | 12 ottobre 2010 |
| Rep. Ceca   | 12 ottobre 2010 |
| Bielorussia | 12 ottobre 2010 |
| Ucraina     | 12 ottobre 2010 |

## Stadi
| Città   | Stadio            | Capacità |
| ------- | ----------------- | -------- |
| Aarhus  | NRGi Park         | 21.200   |
| Aalborg | Energi Nord Arena | 13.800   |
| Herning | MCH Arena         | 11.800   |
| Viborg  | Stadio Viborg     | 9.566    |

## Date
- 11 - 19 giugno 2011: Fase a gironi.
- 22 giugno 2011: Semifinali.
- 25 giugno 2011: Eventuale spareggio per le qualificazioni ai Giochi olimpici.
- 25 giugno 2011: Finale.

## Giochi olimpici 2012
Le finali saranno utilizzate come qualificazioni europee alle Olimpiadi 2012 di Londra.
Le quattro federazioni britanniche erano state inserite singolarmente nelle qualificazioni, ma senza potersi qualificare per le Olimpiadi, in quanto già iscritte come squadra unica del Regno Unito. Infatti, in quanto Paese ospitante, il Regno Unito era automaticamente qualificato alle Olimpiadi.
Dato che l'Inghilterra non riuscì a passare la fase a gironi, fu necessario giocare un play-off tra le semifinaliste perdenti: ciò in quanto l'UEFA aveva solo altri tre posti a disposizione. 
Vicenda analoga, ma per motivi diametralmente opposti (quando erano quattro i posti assegnati all'UEFA), accadde nel 2007 quando Italia e Portogallo, terze nei gironi, si scontrarono per ottenere l'ultimo posto a disposizione per i Giochi di Pechino.

## Gironi finali

### Girone A

#### Classifica
| Pos. | Squadra     | Pt | G | V | N | P | GF | GS | DR |
| ---- | ----------- | -- | - | - | - | - | -- | -- | -- |
| 1.   | Svizzera    | 9  | 3 | 3 | 0 | 0 | 6  | 0  | +6 |
| 2.   | Bielorussia | 3  | 3 | 1 | 0 | 2 | 3  | 5  | –2 |
| 3.   | Islanda     | 3  | 3 | 1 | 0 | 2 | 3  | 5  | –2 |
| 4.   | Danimarca   | 3  | 3 | 1 | 0 | 2 | 3  | 5  | –2 |

#### Risultati
| Arbitro: | Stavrev |

|                                |           |  |
| Varankoŭ 77’ (rig.) Skavyš 87’ | Marcatori |  |

| Arbitro: | Schörgenhofer |

|  |           |             |
|  | Marcatori | 48’ Shaqiri |

| Arbitro: | Strahonja |

|                      |           |  |
| Frei 1’ Emeghara 40’ | Marcatori |  |

| Arbitro: | Tagliavento |

|                           |           |          |
| Eriksen 22’ Jørgensen 71’ | Marcatori | 20’ Baha |

| Arbitro: | Mažić |

|                                                |           |            |
| Sigþórsson 58’ Bjarnason 60’ Valgarðsson 90+2’ | Marcatori | 81’ Kadrii |

| Arbitro: | Strömbergsson |

|                                        |           |  |
| Mehmedi 6’ (rig.), 43’ Feltscher 90+3’ | Marcatori |  |

### Girone B

#### Classifica
| Pos. | Squadra     | Pt | G | V | N | P | GF | GS | DR |
| ---- | ----------- | -- | - | - | - | - | -- | -- | -- |
| 1.   | Spagna      | 7  | 3 | 2 | 1 | 0 | 6  | 1  | +5 |
| 2.   | Rep. Ceca   | 6  | 3 | 2 | 0 | 1 | 4  | 4  | 0  |
| 3.   | Inghilterra | 2  | 3 | 0 | 2 | 1 | 2  | 3  | –1 |
| 4.   | Ucraina     | 1  | 3 | 0 | 1 | 2 | 1  | 5  | –4 |

#### Risultati
| Arbitro: | Mažić |

|                |           |           |
| Dočkal 49’ 56’ | Marcatori | 87’ Bilyj |

| Arbitro: | Strömbergsson |

|             |           |             |
| Herrera 14’ | Marcatori | 88’ Welbeck |

| Arbitro: | Schörgenhofer |

|  |           |                |
|  | Marcatori | 27’ 47’ Adrián |

| Herning 15 giugno 2011, ore 20:45 CEST | Ucraina | 0 – 0 referto | Inghilterra | MCH Arena (3.495 spett.)\| Arbitro: \| Stavrev \| |
| Arbitro:                               | Stavrev |               |             |                                                   |

| Arbitro: | Tagliavento |

|             |           |                             |
| Welbeck 76’ | Marcatori | 89’ Chramosta 90+4’ Pekhart |

| Arbitro: | Strahonja |

|  |           |                                 |
|  | Marcatori | 10’, 72’ (rig.) Mata 27’ Adrián |

## Fase a eliminazione diretta

### Tabellone
|  | Semifinali | Semifinali     | Semifinali |        |          | Finale   | Finale | Finale |  |
|  |            |                |            |        |          |          |        |        |  |
|  | 1A         | Svizzera (dts) | 1          |        |          |          |        |        |  |
|  | 1A         | Svizzera (dts) | 1          |        |          |          |        |        |  |
|  | 2B         | Rep. Ceca      | 0          |        |          |          |        |        |  |
|  | 2B         | Rep. Ceca      | 0          |        | Svizzera | Svizzera | 0      |        |  |
|  |            |                |            |        | Svizzera | Svizzera | 0      |        |  |
|  |            |                | Spagna     | Spagna | 2        |          |        |        |  |
|  | 1B         | Spagna (dts)   | Spagna     | Spagna | 2        | 3        |        |        |  |
|  | 1B         | Spagna (dts)   |            |        |          |          |        |        |  |
|  | 2A         | Bielorussia    | 1          |        |          |          |        |        |  |

### Semifinali
| Arbitro: | Strömbergsson |

|                               |           |              |
| Adrián 89’, 105’ Jeffrén 113’ | Marcatori | 38’ Varankoŭ |

| Arbitro: | Schörgenhofer |

|              |           |  |
| Mehmedi 114’ | Marcatori |  |

### Finale 3º posto - Play-off Giochi olimpici
| Arbitro: | Mažić |

|  |           |               |
|  | Marcatori | 88’ Filipenka |

### Finale
| Arbitro: | Tagliavento |

|  |           |                                  |
|  | Marcatori | 41’ Herrera 81’ Thiago Alcántara |

## Selezione UEFA
- Portieri

 David de Gea
 Yann Sommer
 Tomáš Vaclík
- Difensori

 Nicolai Boilesen
 Ondřej Čelůstka
 Dídac Vilà
 Timm Klose
 Yaroslav Rakitskiy
 Jonathan Rossini
 Chris Smalling
 Kyle Walker
- Centrocampisti

 Christian Eriksen
 Marcel Gecov
 Ander Herrera
 Javi Martínez
 Mikhail Sivakov
 Thiago Alcántara
- Attaccanti

 Adrián López Álvarez
 Juan Manuel Mata
 Admir Mehmedi
 Xherdan Shaqiri
 Kolbeinn Sigþórsson
 Daniel Sturridge

## Classifica marcatori
5 reti
- Adrián López Álvarez

3 reti
- Admir Mehmedi (1 rigore)

2 reti
- Andrėj Varankoŭ (1 rigore)
- Danny Welbeck
- Bořek Dočkal
- Ander Herrera
- Juan Manuel Mata (1 rigore)

1 rete
- Dzmitryj Baha
- Jahor Filipenka
- Maksim Skavyš
- Bashkim Kadrii
- Christian Eriksen
- Nicolai Jørgensen

- Birkir Bjarnason
- Hjörtur Logi Valgarðsson
- Kolbeinn Sigþórsson
- Jan Chramosta
- Tomáš Pekhart
- Jeffrén Suárez

- Thiago Alcántara
- Fabian Frei
- Frank Feltscher
- Innocent Emeghara
- Xherdan Shaqiri
- Maksym Bilyj